# Márcio Benjamin
Márcio Benjamin (Natal, 23 de fevereiro de 1980) é um advogado, escritor e roteirista brasileiro.
Escreve principalmente obras de horror e terror, baseando-se em contos, casos e cenários de tradição nordestina.

## Biografia
Márcio nasceu na cidade de Natal, no Rio Grande do Norte, em 1980. Formou-se em Direito pela Universidade Federal do Rio Grande do Norte e trabalha como advogado na capital potiguar, atuando especificamente com Previdência Social. Começou a escrever aos 13 anos, ouvindo casos que sua avó costumava contar.
Seu pai é militar da Aeronáutica e Márcio costumava acompanhá-lo na base em Parnamirim, onde passava tempo na biblioteca por falta de colegas da mesma idade para brincar. Desde criança teve contato com a literatura infantil como Meu pé de laranja lima e O menino do dedo verde, além de quadrinhos como o Turma da Mônica, Recruta Zero e do Asterix, além de conhecer as obras de Gabriel Garcia Márquez. Teve bastante estímulo à leitura em casa, com a presença de livros de Pedro Bandeira e da Coleção Vaga-Lume. Na adolescência conheceu o trabalho de Stephen King, que considera sua maior influência e começou a fazer teatro, onde teve contato com obras de Érico Veríssimo e Luis Fernando Veríssimo.

## Carreira
Autor de romances e coletâneas de contos de horror rural e folclóricos, Márcio também escreveu três peças de teatro, Hippie-Drive, Flores de Plástico e Ultraje. É roteirista das webséries Flores de Plástico, Holísticos, Dê seus pulos, As Primas e Agouro, de curtas-metragens como Erva Botão, Linha de Trem e Pela Última Vez e longas-metragens como Quebrando o Gelo e Fome.
Foi finalista do III Prêmio Aberst de Literatura Lygia Fagundes Telles Narrativa Curta de Terror, em 2020. Ganhador do Prêmio Moacy Cirne de Ficção de 2019 e do Prêmio Odisséia de Literatura Fantástica Narrativa Curta de Horror 2020.

## Publicações

### Livros
- 2019 - Cursed Badlands
- 2019 - Agouro
- 2017 - Maldito Sertão
- 2016 - Fome